# Tận thế nếu không bận, anh cứu chúng em nhé?
Tận thế nếu không bận, anh cứu chúng em nhé? (Nhật: 終末なにしてますか? 忙しいですか? 救ってもらっていいですか? Hepburn: Shūmatsu nani shitemasu ka? Isogashii desu ka? Sukutte moratte ii desu ka?, n.đ.: "Tận thế anh đang làm gì? Anh có bận không? Anh cứu em được không?"), gọi tắt là Sukasuka, là loạt light novel Nhật Bản do Kareno Akira sáng tác và Ue minh hoạ. Được Kadokawa Shoten xuất bản trọn bộ 6 tập dưới ấn hiệu Sneaker Bunko kể từ ngày 1 tháng 11 năm 2014 cho đến ngày 1 tháng 2 năm 2017. Bộ truyện được IPM mua bản phát hành tại Việt Nam kể từ tháng 5 năm 2020.
Một phần hậu truyện với tựa "Shūmatsu nani shitemasu ka? Mō ichido dake, aemasu ka?" (終末なにしてますか? もう一度だけ、会えますか tạm dịch: "Anh sẽ làm gì khi tận thế? Một lần nữa thôi, chúng ta có thể gặp lại nhau chứ?"), được xuất bản bởi Kadokawa Shoten dưới ấn hiệu Sneaker Bunko kể từ ngày 1 tháng 4 năm 2016. 
Một phần tiền truyện với tựa "Shūmatsu nani shitemasu ka? Iden: Lillia Asplay" (終末なにしてますか?異伝 リーリァ・アスプレイ), được Kadokawa Shoten xuất bản trọn bộ 2 tập dưới ấn hiệu Sneaker Bunko kể từ ngày ngày 1 tháng 6 năm 2019 cho đến ngày 1 tháng 6 năm 2020.

## Cốt truyện
Câu chuyện nói về 500 năm sau khi con người bị tuyệt chủng do sự bành trướng những con quái vật bí ẩn và đáng sợ. Những người sống sót đã gầy dựng các hòn đảo nổi trên không trung và định cư tại đó suốt năm thế kỷ. Lúc này, chỉ có một nhóm các cô gái trẻ tuổi, được gọi là Leprechauns, có thể sử dụng vũ khí Dug Weapons cổ đại để chống lại sự xâm lăng của những con quái vật nguy hiểm. Willem - nhân vật chính, thức dậy sau giấc ngủ đằng đẵng dài hàng trăm năm. Anh sống một cuộc sống trầm lặng, nhàm chán, sống mà không hề có mục đích gì. Trước khi chiến đấu, Willem là cha của những đứa trẻ mồ côi, chăm sóc và nuôi dưỡng chúng. Khi cuộc chiến nổ ra, Willem tham chiến để bảo vệ cuộc sống của mình, với tâm trạng giằng xé khi nhớ về người yêu, người "con gái" vẫn đang chờ đợi anh trở về. Cùng nhau, Willem và các yêu tinh dần dần hiểu được ý nghĩa của gia đình và điều gì thực sự đáng được bảo vệ trong cuộc sống của họ.

## Danh sách nhân vật
Willem Kmetsch (ヴィレム・クメシュ Viremu Kumeshu)
Lồng tiếng bởi: Ryohei Arai
Willem là người "sống sót" emnetwihts (エムネトワイト, 'nhân loại'; từ Anglo-Saxon) cuối cùng của nhân loại và ở trong một thế giới nơi con người bị đẩy đến tuyệt chủng bởi những sinh vật mà họ gọi là "Quái thú". Được biết đến với cái tên Black Agate Swordmaster, anh từng bị đóng băng bởi Ebon Candle và được tìm thấy vào 500 năm sau. Sau đó, anh đã tiếp tục cuộc chiến chống lại các quái vật, dưới danh nghĩa người quản lý kho vũ khí, các Yêu tinh vì cơ thể anh đã bị thương quá nặng để sử dụng Weapon sau trận chiến với Eboncandle. Là một chiến binh mạnh mẽ, anh từng sử dụng Percival, một phiên bản sản xuất hàng loạt của Dug Weapons (từng được gọi là Carillons).
Chtholly Nota Seniorious (クトリ・ノタ・セニオリス Kutori Nota Seniorisu)
Lồng tiếng bởi: Azusa Tadokoro
Một trong những yêu tinh (レプラカーン, thắp sáng, 'nàng tiên vàng') mạnh nhất. Cô sở hữu thanh Thánh kiếm Seniorious. Trong quá khứ, nó đã từng thuộc về Lillia- người có tình cảm sâu đậm với Willem. Cô đã phải lòng Willem từ cuộc gặp gỡ đầu tiên. Sau khi Chtholly trở về từ trận chiến ở đảo 23, họ đã chính thức đến với nhau. Trong cuộc chiến cuối cùng ở Tàn tích, cô hi sinh thân mình để bảo vệ cho Willem và Ren.
Ithea Myse Valgulious (アイセア・マイゼ・ヴァルガリス Aisea Maize Varugarisu)
Lồng tiếng bởi: Machico
Ithea là 1 yêu tinh có mái tóc cam nhạt và đôi tai mèo luôn vểnh lên. Cô là người vui vẻ, lạc quan và thường nói đùa rằng Willem chỉ thích những cô bé nhỏ tuổi như mình. Thực ra, linh hồn của Ithea đã biến mất nhiều năm về trước do sử dụng Tinh Linh Môn quá nhiều lần, dẫn đến mất kiểm soát. Và để giữ cho thân xác cô không bị vỡ nát, tiền kiếp của cô đã phải nhập vào Ithea. Cô tiếp tục cuộc sống của Ithea nhờ những dòng nhật ký mà 'bản thể gốc' viết lúc còn sống. Tên của 'tiền kiếp' hiện vẫn chưa rõ. Những người biết về điều này chỉ có Willem, Chtholly và Nygglatho. Cô ấy là người sử dụng Dug Weapon tên là Valgulious.
Nephren Ruq Insania (ネフレン・ルク・インサニア Nefuren Ruku Insania)
Lồng tiếng bởi: Akari Uehara
Thường được gọi là Ren. Một yêu tinh rất ít khi thể hiện cảm xúc. Cô luôn quan tâm đến mọi người, thường giúp đỡ Willem trong việc sổ sách và quản lý các đứa trẻ nhỏ tuổi hơn vào những lúc rảnh rỗi. Tuy vậy, Ren thường dính chặt với Willem và khiến Chtholly ghen một cách vô tình hay cố ý. Cô rất yêu những bông hoa và thường dành khá nhiều thời gian để chăm sóc chúng. Ren mất tích trong trận chiến ở Tàn tích Loài người. Chưa rõ số phận cô ra sao.
Rhantolk Ytri Historia (ラーントルク・イツリ・ヒストリア Rāntoruku Itsuri Hisutoria)
Lồng tiếng bởi: Kazusa Aranami
Là một yêu tinh sở hữu thanh Historia. Cô thích ngâm thơ và là một người khá hòa đồng.
Nopht Keh Desperatio (ノフト・ケー・デスペラティオ Nofuto Kē Desuperatio)
Lồng tiếng bởi: Inori Minase
Yêu tinh sở hữu thanh Desperatio. Món yêu thích là thịt và bánh pudding. Cô thể hiện sự tàn bạo khi tàn sát Quái vật.
Tiat Siba Ignareo (ティアット・シバ・イグナレオ Tiatto Shiba Igunareo)
Lồng tiếng bởi: Tomomi Mizuma
Là một yêu tinh trẻ, chưa sở hữu Dug Weapon. Cô rất thích các bộ phim lãng mạn tình cảm.
Pannibal Nox Katena (パニバル・ノク・カテナ Panibaru Noku Katena)
Lồng tiếng bởi: Yurika Kubo
Là một yêu tinh nhưng chưa sở hữu Dug Weapon. Cô là người đã tấn công Willem bằng 1 thanh kiếm gỗ trong lần đầu gặp anh vì tưởng Willem là kẻ trộm.
Lakhesh Nyx Seniorious (ラキシュ・ニクス・セニオリス Rakishu Nikusu Seniorisu)
Lồng tiếng bởi: Manaka Ishimi
Là một bé yêu tinh rất tinh ranh và láu cá. Hay đi cùng với Tiat, Collon, Pannibal.
Collon Rin Purgatorio (コロン・リン・プルガトリオ Koron Rin Purugatorio)
Lồng tiếng bởi: Hina Kino
Là một yêu tinh rất yêu đời và tràn đầy năng lượng. Luôn nói chuyện bằng những câu cảm thán.
Almita (アルミタ Arumita)
Lồng tiếng bởi: Akane Kohinata
Là yêu tinh đã rơi xuống khe núi nhưng lại không quan tâm đến vết thương của mình, khiến cho Willem phải đặt câu hỏi về nhiệm vụ thực sự của anh về quản lý các binh khí.
Nygglatho (ナイグラート Naigurāto)
Lồng tiếng bởi: Kikuko Inoue
Thuộc loài Troll (トロール, 'quỷ ăn thịt người'). Cô luôn muốn thử ăn thịt Willem, nhưng luôn bị anh cản lại vào phút chót. Cô biết rất rõ về Willem vì cô là người tìm thấy anh trong tình trạng hóa đá ở dưới đáy hồ nước. Nyggthalo là người đã đề nghị Willem nên mau chóng đính hôn với Chtholly. Cô cũng rất ủng hộ cặp đôi này dù trước đó từng có tình cảm với Willem.
Grick Graycrack (グリック・グレイクラック Gurikku Gureikurakku)
Lồng tiếng bởi: Shigeru Chiba
Là Goblin (ボーグル, 'quỷ xanh'). Một chuyên gia tìm kiếm các hiện vật trên Tàn tích Loài người (vùng đất bên dưới các hòn đảo nổi có Quái thú) một công việc đầy rủi ro. Anh là người đã giới thiệu Willem với quân đội. Anh đã tình nguyện đi cùng với Rhan và Nopht xuống mặt đất để làm nhiệm vụ tìm kiếm các hiện vật, khi mọi người đều quá sợ hãi hoặc bị chấn thương.
Limeskin (ライムスキン Raimusukin)
Lồng tiếng bởi: Jūrōta Kosugi
Là 1 sĩ quan có hình dạng thằn lằn (レプトレイス), William hay gọi ông ta là "Ông thằn lằn."
Almaria Duffner (アルマリア・デュフナー Arumaria Dyufunā)
Lồng tiếng bởi: Satomi Satō
Almaria là một cô bé được nhận nuôi cùng trại trẻ mồ côi với Willem, vì vài lý do, cô đã gọi Willem là Cha (Otou-san). Trong trận chiến với Ebon Candle vào 500 năm trước, Willem đã hứa với cô rằng sẽ trở về trại trẻ sau khi hoàn thành công việc của mình, nhưng cậu đã không thể giữ được lời hứa ấy.
Phyracorlybia Dorio (フィラコルリビア・ドリオ Firakoruribia Dorio)
Lồng tiếng bởi: Honoka Inoue
Cô là Lycanthrope (リュカントロポス), con gái thị trưởng của một thành phố trên đảo bay tên là Corna di Luce. Cô ấy đã tìm kiếm sự trợ giúp của Limeskin sau đó là Willem, giúp cô chống lại 1 nhóm bất hảo nhưng vì quân đội không được liên quan đến chính trị cho nên bọn họ không thể can thiệp. Nhưng sau đó, nhóm Willem đã thương lượng với Souwong để có thể hỗ trợ cô một phần.
Lillia Asplay (リーリァ・アスプレイ Rīria Asupurei)
Lồng tiếng bởi: Rina Satō
Là một Regal Brave cùng sát cánh với Willem trên chiến trường và cũng là sư muội của cậu. Cô có tình cảm với Willem. Song, trong trận chiến với Elq Hrqstn (một Visitor) cô đã hi sinh và phong ấn Elq bằng sức mạnh của Dug Weapon Seniorious.
Souwong Kandel (スウォン・カンデル Suwon Kanderu)
Lồng tiếng bởi: Mugihito
Là một đồng đội của Willem từ lúc còn là Quasi Brave. Ông là một pháp sư đại tài có thể thi triển vô số chú thuật ngay trên chiến trường. Trong trận chiến với một Poteau, ông đã bị giết, tuy nhiên nhờ vào một lời nguyền mà ông đã ếm lên bản thân trước đó, ông trở thành một thực thể không thể chết. Lúc Quái thú xuất hiện, ông cũng chính là người tập hợp các loài và dùng sức mạnh của mình để đưa một phần đất liền bay lên không trung, tạo nên Règles Aile. Ông có gu thời trang khá kỳ lạ mà Willem luôn chê.
Ebon Candle (黒燭公 (イーボンキャンドル) Iibon Kyandoru)
Lồng tiếng bởi: 
Là một Poteau phục vụ và dẫn đường cho các Visitors. Trong trận chiến với Willem vào 500 năm trước, ông đã mất hết xác thịt, biến thành một cái đầu lâu. Sau khi tỉnh lại, ông đã cùng với Souwong duy trì Règles Aile.
Elq Hrqstn (エルク・ハルクステン Eruku Harukusuten)
Lồng tiếng bởi: 
Là một trong các Visitors (ヴィジトルス, các vị thần ban sự sống cho mặt đất), người được cho là đã tạo ra thế giới nhưng lại có hình dáng của một cô gái trẻ. Cô đã bị phong ấn bởi Lillia Asplay, một phần linh hồn cô bị đập vỡ thành nhiều mảnh rồi tái sinh thành các Leprechaun (các yêu tinh) và trở thành vũ khí bảo vệ Règles Aile.

## Các chuyển thể

### Light novel
Sukasuka
Bộ truyện do Kareno Akira sáng tác và Ue minh hoạ. Được Kadokawa Shoten xuất bản trọn bộ 6 tập dưới ấn hiệu Sneaker Bunko kể từ ngày 1 tháng 11 năm 2014 cho đến ngày 1 tháng 2 năm 2017. Hiện bộ truyện đã được IPM mua bản quyền tại Việt Nam và bắt đầu phát hành kể từ tháng 5 năm 2020.
| #  | Phát hành tiếng Nhật | Phát hành tiếng Nhật | Phát hành tiếng Việt | Phát hành tiếng Việt |
| #  | Ngày phát hành       | ISBN                 | Ngày phát hành       | ISBN                 |
| -- | -------------------- | -------------------- | -------------------- | -------------------- |
| 1  | 1 tháng 11 năm 2014  | 978-4-04-102269-6    | 7 tháng 5 năm 2020   | 978-604-9908-23-1    |
| 2  | 1 tháng 1 năm 2015   | 978-4-04-102270-2    | 8 tháng 6 năm 2020   | 978-604-9916-74-8    |
| 3  | 1 tháng 7 năm 2015   | 978-4-04-103288-6    | 8 tháng 7 năm 2020   | 978-604-9953-13-2    |
| 4  | 1 tháng 1 năm 2016   | 978-4-04-103835-2    | 30 tháng 8 năm 2020  | 978-604-302-398-5    |
| 5  | 1 tháng 4 năm 2016   | 978-4-04-104039-3    | 23 tháng 9 năm 2020  | 978-604-302-720-4    |
| EX | 1 tháng 2 năm 2017   | 978-4-04-105179-5    | 3 tháng 3 năm 2022   | 978-604-351-839-9    |

Sukamoka
Phần hậu truyện với tựa "Shūmatsu nani shitemasu ka? Mō ichido dake, aemasu ka?" (終末なにしてますか? もう一度だけ、会えますか tạm dịch: "Anh sẽ làm gì khi tận thế? Một lần nữa thôi, chúng ta có thể gặp lại nhau chứ?"), được xuất bản bởi Kadokawa Shoten dưới ấn hiệu Sneaker Bunko kể từ ngày 1 tháng 4 năm 2016.
| #  | Nhan đề | Ngày phát hành           | ISBN              |
| -- | --- | ------------------------ | ----------------- |
| 1  | Shūmatsu nani shitemasu ka? Mōichido dake, aemasu ka? (終末なにしてますか？ もう一度だけ、会えますか？)       | Ngày 1 tháng 4 năm 2016  | 978-4-04-104040-9 |
| 2  | Shūmatsu nani shitemasu ka? Mōichido dake, aemasu ka? 2 (終末なにしてますか？ もう一度だけ、会えますか？ 2)   | Ngày 1 tháng 7 năm 2016  | 978-4-04-104655-5 |
| 3  | Shūmatsu nani shitemasu ka? Mōichido dake, aemasu ka? 3 (終末なにしてますか？ もう一度だけ、会えますか？ 3)   | Ngày 1 tháng 12 năm 2016 | 978-4-04-104656-2 |
| 4  | Shūmatsu nani shitemasu ka? Mōichido dake, aemasu ka? 4 (終末なにしてますか？ もう一度だけ、会えますか？ 4)   | Ngày 1 tháng 4 năm 2017  | 978-4-04-104657-9 |
| 5  | Shūmatsu nani shitemasu ka? Mōichido dake, aemasu ka? 5 (終末なにしてますか？ もう一度だけ、会えますか？ 5)   | Ngày 1 tháng 10 năm 2017 | 978-4-04-104658-6 |
| 6  | Shūmatsu nani shitemasu ka? Mōichido dake, aemasu ka? 6 (終末なにしてますか？ もう一度だけ、会えますか？ 6)   | Ngày 1 tháng 6 năm 2018  | 978-4-04-106867-0 |
| 7  | Shūmatsu nani shitemasu ka? Mōichido dake, aemasu ka? 7 (終末なにしてますか？ もう一度だけ、会えますか？ 7)   | Ngày 1 tháng 12 năm 2018 | 978-4-04-107549-4 |
| 8  | Shūmatsu nani shitemasu ka? Mōichido dake, aemasu ka? 8 (終末なにしてますか？ もう一度だけ、会えますか？ 8)   | Ngày 1 tháng 11 năm 2019 | 978-4-04-107550-0 |
| 9  | Shūmatsu nani shitemasu ka? Mōichido dake, aemasu ka? 9 (終末なにしてますか？ もう一度だけ、会えますか？ 9)   | Ngày 1 tháng 11 năm 2020 | 978-4-04-109163-0 |
| 10 | Shūmatsu nani shitemasu ka? Mōichido dake, aemasu ka? 10 (終末なにしてますか？ もう一度だけ、会えますか？ 10) | Ngày 1 tháng 7 năm 2021  | 978-4-04-111410-0 |
| 11 | Shūmatsu nani shitemasu ka? Mōichido dake, aemasu ka? 11 (終末なにしてますか？ もう一度だけ、会えますか？ 11) | Ngày 30 tháng 7 năm 2021 | 978-4-04-111609-8 |

Shūmatsu nani shitemasu ka? Iden: Lillia Asplay
Phần tiền truyện với tựa "Shūmatsu nani shitemasu ka? Iden: Lillia Asplay" (終末なにしてますか?異伝 リーリァ・アスプレイ), được Kadokawa Shoten xuất bản trọn bộ 2 tập dưới ấn hiệu Sneaker Bunko kể từ ngày ngày 1 tháng 6 năm 2019 cho đến ngày 1 tháng 6 năm 2020.
| # | Ngày phát hành            | ISBN              |
| - | ------------------------- | ----------------- |
| 1 | Ngày 01 tháng 06 năm 2019 | 978-4-04-108256-0 |
| 2 | Ngày 01 tháng 06 năm 2020 | 978-4-04-109171-5 |

### Manga
Bộ manga được đăng tải trong tạp chí monthly comic alive
| STT | Ngày xuất bản             | ISBN              |
| --- | ------------------------- | ----------------- |
| 1   | Ngày 23 tháng 02 năm 2017 | 978-4-04-069040-7 |
| 2   | Ngày 23 tháng 06 năm 2017 | 978-4-04-069249-4 |
| 3   | Ngày 22 tháng 12 năm 2017 | 978-4-04-069580-8 |
| 4   | Ngày 23 tháng 06 năm 2018 | 978-4-04-069883-0 |

### Anime
Anime Sukasuka đã được thông báo chung với việc phát hành volume thứ 2 là Sukamoka. Dự kiến bộ anime sẽ ra mắt vào tháng 4 năm 2017. Jun'ichi Wada là đạo diễn bộ phim này tại phòng thu Satelight và C2C, với kịch bản được viết bởi Kareno Akira, Mochizuki Mariko, Nagai Shingo và Nemoto Toshizo, Âm nhạc được sáng tác bởi Kato Tatsuya. Bài Opening là "DEAREST DROP" được thể hiện bởi Tadokoro Azusa. Bài hát Ending là "From" thể hiện bởi True. Anime phát sóng vào ngày 11 tháng 4 năm 2017 trên Tokyo MX và phát sóng lại trên TV Aichi, Sun TV, TVQ Kyushu Broadcasting, BS11, và AT-X; sau đó kết thúc vào ngày 27 tháng 6 năm 2017. Bộ anime có tổng cộng 12 tập. Anime được cấp phép phát sóng tại Bắc Mỹ bởi Crunchyroll và Funimation đã phát hành nó trên video gia đình với bản lồng tiếng Anh. Muse Communication đã cấp phép cho bộ anime ở Nam Á và Đông Nam Á và phát trực tuyến anime này trên kênh YouTube của họ.
| Số tập | Tựa đề | Ngày phát sóng ban đầu |
| ------ | --- | ---------------------- |
| 1      | "Cỗ máy ghi thời gian bị hỏng" "Taiyō no Katamuita Kono Sekai de" (太陽の傾いたこの世界で)                   | 11 tháng 4 năm 2017    |
| 2      | "Giấc mộng cuối thu" "Sora no Ue no Mori no Naka no" (空の上の森の中の)                                      | 18 tháng 4 năm 2017    |
| 3      | "Con đường tinh tú tới ngày mai" "Kono Tatakai ga Owattara" (この戦いが終わったら)                           | 25 tháng 4 năm 2017    |
| 4      | "Súc sắc trong lọ" "Kaeranu Mono to, Machi-tsuzuketa Mono-tachi" (帰らぬ者と、待ち続けた者たち)              | 2 tháng 5 năm 2017     |
| 5      | "Từ bình minh tới chạng vạng" "Dare mo Kare mo ga, Seigi no Na no Moto ni" (誰も彼もが、正義の名のもとに)    | 9 tháng 5 năm 2017     |
| 6      | "Không có tin lại là tin tốt" "Kienai Kako, Kieteiku Mirai" (消えない過去、消えていく未来)                   | 16 tháng 5 năm 2017    |
| 7      | "Mái ấm thân thương" "Tadaima Kaerimashita" (ただいま、帰りました)                                           | 23 tháng 5 năm 2017    |
| 8      | "Tia sáng mong manh, hi vọng mỏng manh" "Izure Sono Yō wa Ochiru to Shite mo" (いずれその陽は落ちるとしても) | 30 tháng 5 năm 2017    |
| 9      | "Ma thuật ánh trăng" "Tatoe Mirai ga Mienakute mo" (たとえ未来が見えなくても)                                | 6 tháng 6 năm 2017     |
| 10     | "Hạnh phúc của tôi" "Ima Kono Toki no Kagayaki o" (いまこの時の輝きを)                                       | 13 tháng 6 năm 2017    |
| 11     | "Minh chứng của sự tồn tại" "Dō ka, Wasurenaide" (どうか、忘れないで)                                        | 20 tháng 6 năm 2017    |
| 12     | "Chtholly" "Sekai de Ichiban Shiawase na Onna no Ko" (世界で一番幸せな女の子)                                | 27 tháng 6 năm 2017    |